# Ковзанярський спорт на зимових Олімпійських іграх 1992
Змагання з ковзанярського спорту на зимових Олімпійських іграх 1992 тривали з 9 до 20 лютого на Олімпійському овалі в Альбервілі (Франція). Розіграно 10 комплектів нагород.

## Чемпіони та призери

### Таблиця медалей
| Місце               | Країна               | Золото | Срібло | Бронза | Загалом |
| ------------------- | -------------------- | ------ | ------ | ------ | ------- |
| 1                   | Німеччина (GER)      | 5      | 3      | 3      | 11      |
| 2                   | Норвегія (NOR)       | 2      | 2      | 1      | 5       |
| 3                   | США (USA)            | 2      | 0      | 0      | 2       |
| 4                   | Нідерланди (NED)     | 1      | 1      | 2      | 4       |
| 5                   | Китай (CHN)          | 0      | 2      | 0      | 2       |
| 6                   | Японія (JPN)         | 0      | 1      | 3      | 4       |
| 7                   | Південна Корея (KOR) | 0      | 1      | 0      | 1       |
| 8                   | Австрія (AUT)        | 0      | 0      | 1      | 1       |
| Загалом (8 збірних) | Загалом (8 збірних)  | 10     | 10     | 10     | 30      |

### Чоловіки
| Дисципліна   | Золото                     | Золото   | Срібло                      | Срібло   | Бронза                   | Бронза   |
| ------------ | -------------------------- | -------- | --------------------------- | -------- | ------------------------ | -------- |
| 500 метрів   | Уве-Єнс Май · Німеччина    | 37.14    | Тосіюкі Куроїва · Японія    | 37.18    | Дзюн'їті Іноуе · Японія  | 37.26    |
| 1000 метрів  | Олаф Цінке · Німеччина     | 1:14.85  | Кім Юн-Ман · Південна Корея | 1:14.86  | Юкінорі Міябе · Японія   | 1:14.92  |
| 1500 метрів  | Юхан-Улаф Косс · Норвегія  | 1:54.81  | Одне Сендрол · Норвегія     | 1:54.85  | Лео Фіссер · Нідерланди  | 1:54.90  |
| 5000 метрів  | Ґейр Карлстад · Норвегія   | 6:59.97  | Фалко Зандстра · Нідерланди | 7:02.28  | Лео Фіссер · Нідерланди  | 7:04.96  |
| 10000 метрів | Барт Велдкамп · Нідерланди | 14:12.12 | Юхан-Улаф Косс · Норвегія   | 14:14.58 | Ґейр Карлстад · Норвегія | 14:18.13 |

### Жінки
| Дисципліна  | Золото                    | Золото  | Срібло                    | Срібло  | Бронза                       | Бронза  |
| ----------- | ------------------------- | ------- | ------------------------- | ------- | ---------------------------- | ------- |
| 500 метрів  | Бонні Блер · США          | 40.33   | Є Цяобо · Китай           | 40.51   | Кріста Лудінґ · Німеччина    | 40.57   |
| 1000 метрів | Бонні Блер · США          | 1:21.90 | Є Цяобо · Китай           | 1:21.92 | Моніке Ґарбрехт · Німеччина  | 1:22.10 |
| 1500 метрів | Жаклін Бернер · Німеччина | 2:05.87 | Ґунда Німан · Німеччина   | 2:05.92 | Сейко Хасімото · Японія      | 2:06.88 |
| 3000 метрів | Ґунда Німан · Німеччина   | 4:19.90 | Гайке Варніке · Німеччина | 4:22.88 | Емеше Гуньяді · Австрія      | 4:24.64 |
| 5000 метрів | Ґунда Німан · Німеччина   | 7:31.57 | Гайке Варніке · Німеччина | 7:37.59 | Клаудія Пехштайн · Німеччина | 7:39.80 |

## Рекорди
Цього разу не встановлено жодного світового чи олімпійського рекорду, бо відкрита ковзанка Альбервіля не сприяла високим результатам.

## Країни-учасниці
У змаганнях з ковзанярського спорту на Олімпійських іграх а Альбервілі взяли участь спортсмени 23-х країн. Об'єднана команда єдиний раз взяла участь в Олімпійських іграх.
- Австралія (2)
- Австрія (3)
- Канада (9)
- Китай (10)
- Об'єднана команда (19)
- Фінляндія (2)
- Франція (1)
- Велика Британія (1)
- Німеччина (14)
- Угорщина (2)
- Італія (4)
- Японія (15)
- Південна Корея (5)
- Монголія (2)
- Нідерланди (14)
- Норвегія (8)
- Польща (4)
- КНДР (5)
- Румунія (3)
- Швеція (8)
- Чехословаччина (2)
- США (19)
- Югославія (2)